# كهف برمة
كهف برمة هو كهف يحوي العديد من النقوش والرسوم الأثرية، يقع الكهف على بعد 66 كيلو متر شمال شرق مدينة الرياض، تظهر على واجهة صخوره العديد من النقوش التي استنسخ اختصاصيوا الآثار منها حوالي 15 نقشا يعود أقدمها إلى حوالي 2400 سنة ماضية. 

## نبذه تاريخية
ورد ذكر كهف برمة في كتاب معجم اليمامة لمؤلفه عبد الله بن محمد بن خميس، يقع الكهف في منطقة برمة المهمة من الناحية الأثرية، يحتوي الكهف على مجموعة من النقوش الكتابية والنقوش الثمودية المحفورة بالنقر الغائر، وهي واضحة المعالم تحتوي على أسماء رجال، ويحتوي الكهف أيضا على رسوم غائرة للإنسان والخيول والوعول والجمال والرماح، وجزء كبير من من هذه النقوش والرسوم مغطى بالرمال، ويعتقد أن تكوينات الهضاب السوداء المنتشرة في منطقة برمة التي كست الرمال أجزاء منها وتعرف بالأبارق، وهي متناثرة في أجزاء كثيرة من بطين برمة ساعدت على تهيئة كتابة النقش، كما أن الفترة الزمنية للنقوش طويلة جدا إذ تعود إلى أكثر من 2000 سنة،
النقوش الكتابية تدل على التعليم والثقافة التي كان يعيشها أصحابها، وقد ربطت الفترة الزمنية والمكانية بين عصر قبيلتي طسم وجديس (من العرب البائدة) اللتين عرفتا القصور والحصون، أما الكهف فهو كهف كبير يصل طوله إلى 12 متر، وينتهي في حفرة طبيعية عميقة في الصخر وهو مغطى ببعض الأتربة، الكهف يحمل إشارة الاستيطان القديم، يوجود فيه الكثير من الرسوم الأثرية القديمة التي كتبت بالمداد الأسود.